# Distrito de Ussel
El distrito de Ussel es un distrito (en francés arrondissement) de Francia, que se localiza en el département Corrèze, de la région Lemosín (en francés Limousin). Cuenta con 8 cantones y 69 comunas.
La capital de un distrito se llama subprefectura (sous-préfecture). Cuando un distrito contiene la prefectura (capital) del departamento, esa prefectura es la capital del distrito, y se comporta tanto como una prefectura como una subprefectura.

## División territorial

### Cantones
Los cantones del distrito de Ussel son:
1. Cantón de Bort-les-Orgues
2. Cantón de Bugeat
3. Cantón de Eygurande
4. Cantón de Meymac
5. Cantón de Neuvic
6. Cantón de Sornac
7. Cantón de Ussel-Est
8. Cantón de Ussel-Ouest

### Comunas
| 1. Aix (19002)                       | 2. Alleyrat (19006)                | 3. Ambrugeat (19008)               | 4. Bellechassagne (19021)            |
| 5. Bonnefond (19027)                 | 6. Bort-les-Orgues (19028)         | 7. Bugeat (19033)                  | 8. Chavanac (19052)                  |
| 9. Chaveroche (19053)                | 10. Chirac-Bellevue (19055)        | 11. Combressol (19058)             | 12. Confolent-Port-Dieu (19167)      |
| 13. Couffy-sur-Sarsonne (19064)      | 14. Courteix (19065)               | 15. Darnets (19070)                | 16. Davignac (19071)                 |
| 17. Eygurande (19080)                | 18. Feyt (19083)                   | 19. Gourdon-Murat (19087)          | 20. Grandsaigne (19088)              |
| 21. Lamazière-Basse (19102)          | 22. Lamazière-Haute (19103)        | 23. Laroche-près-Feyt (19108)      | 24. Lestards (19112)                 |
| 25. Liginiac (19113)                 | 26. Lignareix (19114)              | 27. Margerides (19128)             | 28. Maussac (19130)                  |
| 29. Merlines (19134)                 | 30. Mestes (19135)                 | 31. Meymac (19136)                 | 32. Millevaches (19139)              |
| 33. Monestier-Merlines (19141)       | 34. Monestier-Port-Dieu (19142)    | 35. Neuvic (19148)                 | 36. Palisse (19157)                  |
| 37. Peyrelevade (19164)              | 38. Pradines (19168)               | 39. Péret-Bel-Air (19159)          | 40. Pérols-sur-Vézère (19160)        |
| 41. Roche-le-Peyroux (19175)         | 42. Saint-Angel (19180)            | 43. Saint-Bonnet-près-Bort (19190) | 44. Saint-Exupéry-les-Roches (19201) |
| 45. Saint-Fréjoux (19204)            | 46. Saint-Germain-Lavolps (19206)  | 47. Saint-Hilaire-Luc (19210)      | 48. Saint-Julien-près-Bort (19218)   |
| 49. Saint-Merd-les-Oussines (19226)  | 50. Saint-Pardoux-le-Neuf (19232)  | 51. Saint-Pardoux-le-Vieux (19233) | 52. Saint-Rémy (19238)               |
| 53. Saint-Setiers (19241)            | 54. Saint-Sulpice-les-Bois (19244) | 55. Saint-Victour (19247)          | 56. Saint-Étienne-aux-Clos (19199)   |
| 57. Saint-Étienne-la-Geneste (19200) | 58. Sainte-Marie-Lapanouze (19219) | 59. Sarroux (19252)                | 60. Sornac (19261)                   |
| 61. Soudeilles (19263)               | 62. Sérandon (19256)               | 63. Tarnac (19265)                 | 64. Thalamy (19266)                  |
| 65. Toy-Viam (19268)                 | 66. Ussel (19275)                  | 67. Valiergues (19277)             | 68. Veyrières (19283)                |
| 69. Viam (19284)                     |                                    |                                    |                                      |